# シャトー・ド駅
シャトー・ド駅（―えき、Château d'Eau シャトー・ド発音例）は、フランスのパリ地下鉄4号線の駅である。1908年開業。駅の入口は細く、エクトール・ギマール設計のメトロの門としては珍しい小型のものが現存している。
駅名は1811年に付近に建てられた泉に由来する。この泉にはライオンの彫像が彫られていたが、後にドメニル広場（現フェリックス・エブエ広場）に移された。また彫像をコピーしたもうひとつの泉が19世紀当時食肉処理場だったラ・ヴィレット（現在のラ・ヴィレット公園、パリ音楽院正面）に作られた。
駅周辺はアフリカ人、アラブ人などの移民街になっている。中でもパッサージュ・ブラディはパキスタン人の多く住むアーケード街であり、インド・パキスタン料理店やスパイス食品店など南アジア文化の色濃いエリアである。この界隈にはアフリカ系の安価な理髪店が多く、乗降客に対し勧誘行為を行う店舗が後を絶たなかったが、2004年頃を機に、この風物詩とも言える光景はうかがえなくなった。

## 隣の駅
パリメトロ
■4号線:
パリ東駅 - シャトー・ド駅 - ストラスブール＝サン＝ドニ駅